# Emil Libert
Georg Emil Libert (født 2. august 1820 i København, død 19. maj 1908 sammesteds) var en dansk landskabsmaler og xylograf.
Emil Libert var søn af snedkermester Johan Christian Libert (1790-1846) og dennes første hustru, Andrea Margrethe født Hassing (1796-1820). Han kom som dreng ind på Kunstakademiet, hvis skoler han gennemgik, men konkurrerede ikke om medaljerne, da han ville være landskabsmaler, hvortil han uddannede sig i J.L. Lunds atelier. Liberts tidlige produktion består hovedsageligt af københavnske byprospekter.
Allerede i sit 17. år udstillede han sit første landskab, et måneskinsstykke (1837), og han har fra den tid hørt til de flittigste udstillere, ligesom han også har haft en stadig kundekreds. I 1845 søgte han rejseunderstøttelse fra Akademiet, hvilken tildeltes ham for 1846, og samme år tiltrådte han sin rejse, som, med fornyet stipendium i 1847, for den længste tid blev tilbragt i München. 
Efter sin hjemkomst blev han i 1850 agreeret ved akademiet og fik opgave til medlemsarbejde, men da dette ikke var indsendt inden fundatsens forandring, blev han først i 1887 som den sidstlevende "agreerede" erkendt for medlem af Akademiets plenarforsamling. Efter at han 26. juni 1852 havde ægtet Marie Philippine Caroline Busch (født 1830), datter af købmand Peter Busch (1800-1869) og Sophie født Buntzen (1800-1865), opholdt han sig 1857-59 i udlandet, navnlig i Tyskland og Schweiz, med sin familie. 
| [[Fil:Georg Emil Lipert, Heidelberg Slot, 1862.JPG\|left\|thumb\|upright=.95\|Heidelberg Slot (no), 1862]] |  | Kort efter malede han et af sine vigtigste billeder, Heidelberg Slot, til grev Moltke-Bregentved (udstillet 1862). Med det Anckerske Legat var han atter udenlands i 1875. Den Kongelige Malerisamling ejer et par ungdomsarbejder og Vinterlandskab (udstillet 1860). Han har deltaget i stiftelsen af "Kunstnernes Pensions- og Understøttelsesfond" (1851) og af foreningen "Fremtiden" (1865). |

## Billeder
| - Andre værker af Emil Lipert - Norsk landskab med to ryttere, 1845 - Fos i Norge, 1846 - Solnedgang i vinterlandskab, 1847 - Det forheksede hus, 1847 - Det forheksede hus, sneklædt, 1848 - Solnedgang i en bugt med borgruiner, 1848 - Cisternerne i Søndermarken, 1850'erne - Almuekøkken med et lille barn i en gåstol, 1854 - Parti fra Hammershus med en fårehyrde, der krydser en bro, 1856 - Rosenvænget på Østerbro, 1863 - En vinterdag ved Elben Mellem 1835 og 1873 - Månelys over havet, 1880 - Parti fra Hardangerfjorden, Norge, 1883 - Sommerparti fra Sognefjorden, Norge, 1883 - Landskab med en dreng ved en gravhøj, 1885 - Helligdomsklipperne, Bornholm 1903 |